# Trespoux-Rassiels
Trespoux-Rassiels è un comune francese di 782 abitanti situato nel dipartimento del Lot nella regione dell'Occitania.

## Società

### Evoluzione demografica
Abitanti censiti